# Trygve Waldemar Fiske

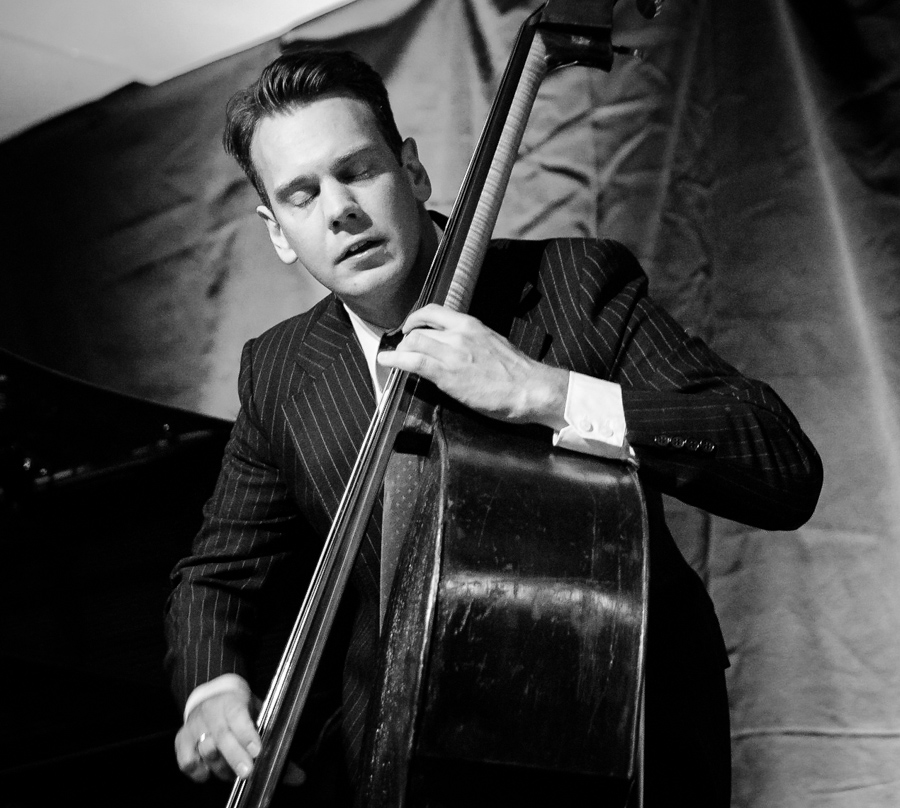

Trygve Waldemar Fiske (* 15. Februar 1987 in Frei, Norwegen) ist ein norwegischer Jazzmusiker (Kontrabass, Komposition).

## Leben und Wirken
Fiske begann mit dem Bassspiel, nachdem er im Keller seines Elternhauses einen E-Bass gefunden hatte. Er studierte im Jazzprogramm des Trondheim Musikkonservatorium und der Norwegischen Musikakademie. Er wurde Mitglied im Heidi Skjerve Quartet, mit dem zunächst das Album Vegen åt Deg (2012) entstand, und im Hanna Paulsberg Concept, mit dem er bis 2018 vier Alben veröffentlichte.
Nachdem Fiske 2013 das Jazz-Stipendium der Shell Oil Company erhalten hatte, gründete er sein eigenes Quartett, Waldemar 4. Mit dieser Formation trat er bei norwegischen Jazzfestivals wie Moldejazz und dem Kongsberg Jazzfestival auf und veröffentlichte 2015 das gleichnamige Debütalbum, dem 2020 ein weiteres Album folgte. Er arbeitete auch mit Solveig Slettahjell (Come In from the Rain), dem Odd Steinar Albrigtsen Quintet, dem Trio von John Pål Inderberg, Ine Hoem und dem Quintett von Karl Strømme (Dynalyd). Er ist auch auf Alben vom Eline Åsbakk Kvartett, Jørgen Mathisens Instant Light sowie der Karl Seglem & Christoph Stiefel Group zu hören.

## Diskographische Hinweise
- Waldemar 4 (Gigafon Records 2015)
- Edvard Hoem, Hilde Brunsvik, Dag-Filip Roaldsnes, Hanna Paulsberg, Trygve Waldemar Fiske: Edvard Hoems livet (Norcd 2019)
- Waldemar 4: The Buoy and the Sea (Amp Music & Records 2020)[3]